# Лугань (поїзд)
«Лугань» — колишній нічний швидкий фірмовий пасажирський поїзд Донецької залізниці № 19Д/20К сполученням Луганськ — Київ.

## Історія
До 26 травня 2012 року поїзд курсував через станцію Харків-Пасажирський, проте з 27 травня 2012 року було змінено маршрут руху через станції Лозова, Красноград, Полтава-Південна.
5 травня 2014 року, через перекриття колій, змінювався маршрут руху поїзда через станції Микитівка, Костянтинівка, Краматорськ, Слов'янськ. 

## Інформація про курсування
Фірмовий пасажирський поїзд «Лугань» № 19Д/20К сполученням Луганськ — Київ курсував цілий рік, щоденно. У зв'язку з початком російської збройної агресії на Донбасі «Укрзалізниця» з 19 серпня 2014 року припинено курсування поїзда. 
| Розклад руху поїзда «Лугань» (до 19 серпня 2014 року | Розклад руху поїзда «Лугань» (до 19 серпня 2014 року | Розклад руху поїзда «Лугань» (до 19 серпня 2014 року |
| Час прибуття                                         | Час відправлення                                     | Станція                                              |
| ---------------------------------------------------- | ---------------------------------------------------- | ---------------------------------------------------- |
| Луганськ                                             |                                                      | 17:20                                                |
| Комунарськ                                           | 18:06                                                | 18:08                                                |
| Дебальцеве-Пас.                                      | 18:50                                                | 18:52                                                |
| Микитівка-Пас.                                       | 19:29                                                | 19:31                                                |
| Костянтинівка                                        | 20:04                                                | 20:06                                                |
| Краматорськ                                          | 20:27                                                | 20:30                                                |
| Слов`янськ                                           | 20:43                                                | 20:46                                                |
| Лозова-Пас.                                          | 22:18                                                | 22:46                                                |
| Красноград                                           | 00:12                                                | 00:15                                                |
| Карлівка                                             | 00:56                                                | 00:58                                                |
| Селещина                                             | 01:20                                                | 01:40                                                |
| Полтава-Півд.                                        | 02:04                                                | 02:19                                                |
| Полтава-Київська                                     | 02:42                                                | 02:45                                                |
| Гоголеве                                             | 04:14                                                | 04:16                                                |
| Миргород                                             | 04:31                                                | 04:33                                                |
| Ромодан                                              | 04:56                                                | 04:59                                                |
| Лубни                                                | 05:29                                                | 05:31                                                |
| Гребінка                                             | 06:13                                                | 06:18                                                |
| Дарниця                                              | 07:44                                                | 07:49                                                |
| Київ-Пас.                                            | 08:11                                                |                                                      |